# تعیین جنسیت محیطی

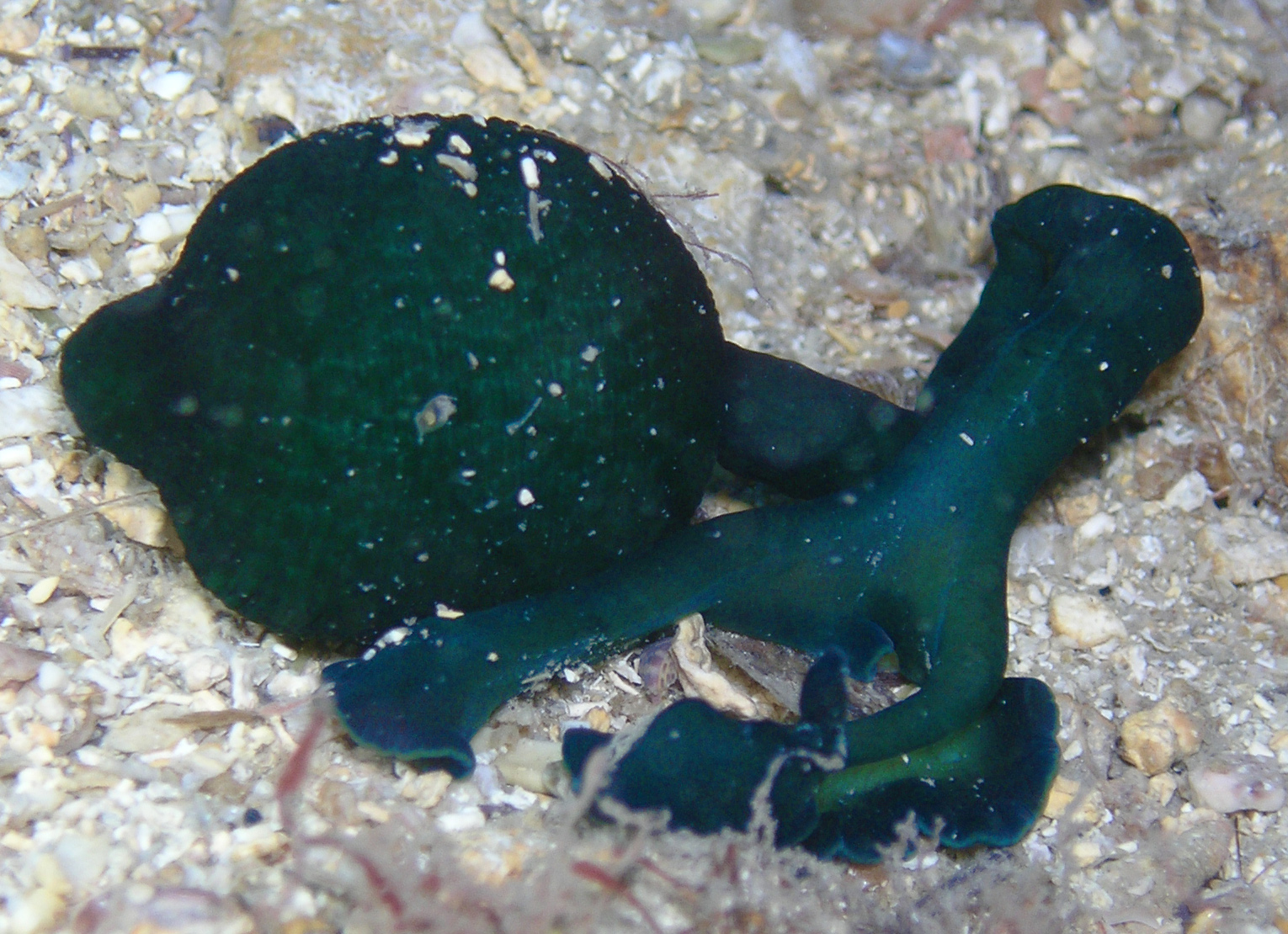
جنسیت کرم قاشقی سبز، Bonellia viridis، یک گیاه حلقوی دریایی، بستگی به جایی دارد که لاروها به خشکی می‌رسند. (ماده نشان داده شده‌است)

تعیین جنسیت محیطی (به انگلیسی: Environmental sex determination) عبارت است از تعیین جنسیت توسط یک نشانه غیرژنتیکی، مانند در دسترس بودن مواد مغذی، که در یک دوره مجزا پس از لقاح تجربه می‌شود. عوامل محیطی که اغلب بر تعیین جنسیت در طول رشد یا بلوغ جنسی تأثیر می‌گذارند عبارتند از: شدت نور و دوره نوری، دما، در دسترس بودن مواد مغذی و فرومون‌های منتشرشده از گیاهان یا جانوران پیرامونی. این بر خلاف تعیین جنسیت ژنوتیپی است که جنسیت را در زمان لقاح توسط عوامل ژنتیکی مانند کروموزوم‌های جنسی تعیین می‌کند. در شرایط تعیین جنسیت محیطی واقعی، هنگامی که جنسیت تعیین شد، ثابت می‌شود و نمی‌توان دوباره آن را تغییر داد. تعیین جنسیت محیطی با برخی از شکل‌های هرمافرودیتیسم متوالی که در آن جنسیت پس از لقاح در طول زندگی جاندار به‌طور انعطاف‌پذیر تعیین می‌شود متفاوت است.

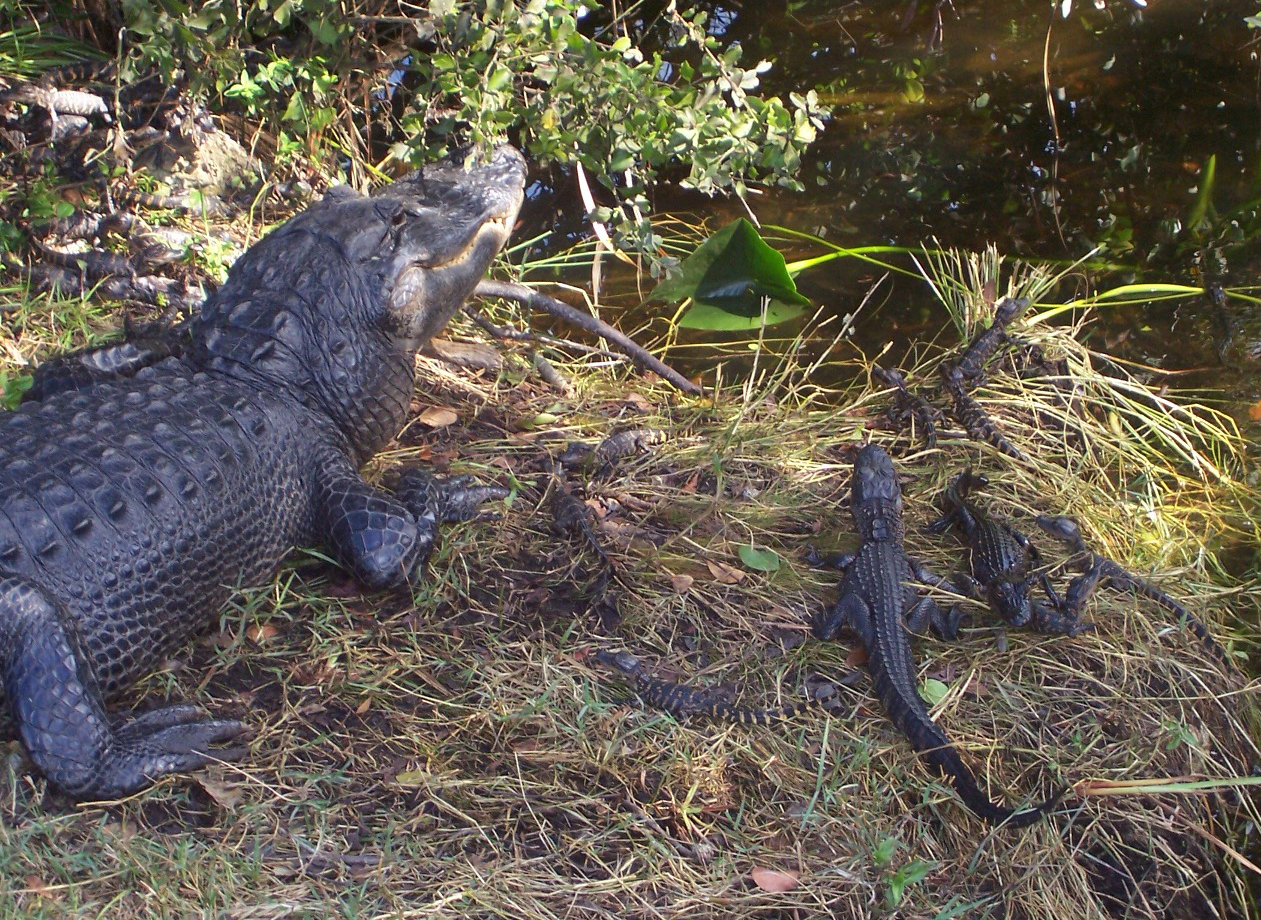
جنسیت الیگاتورها با دمای لانه تعیین می‌شود.

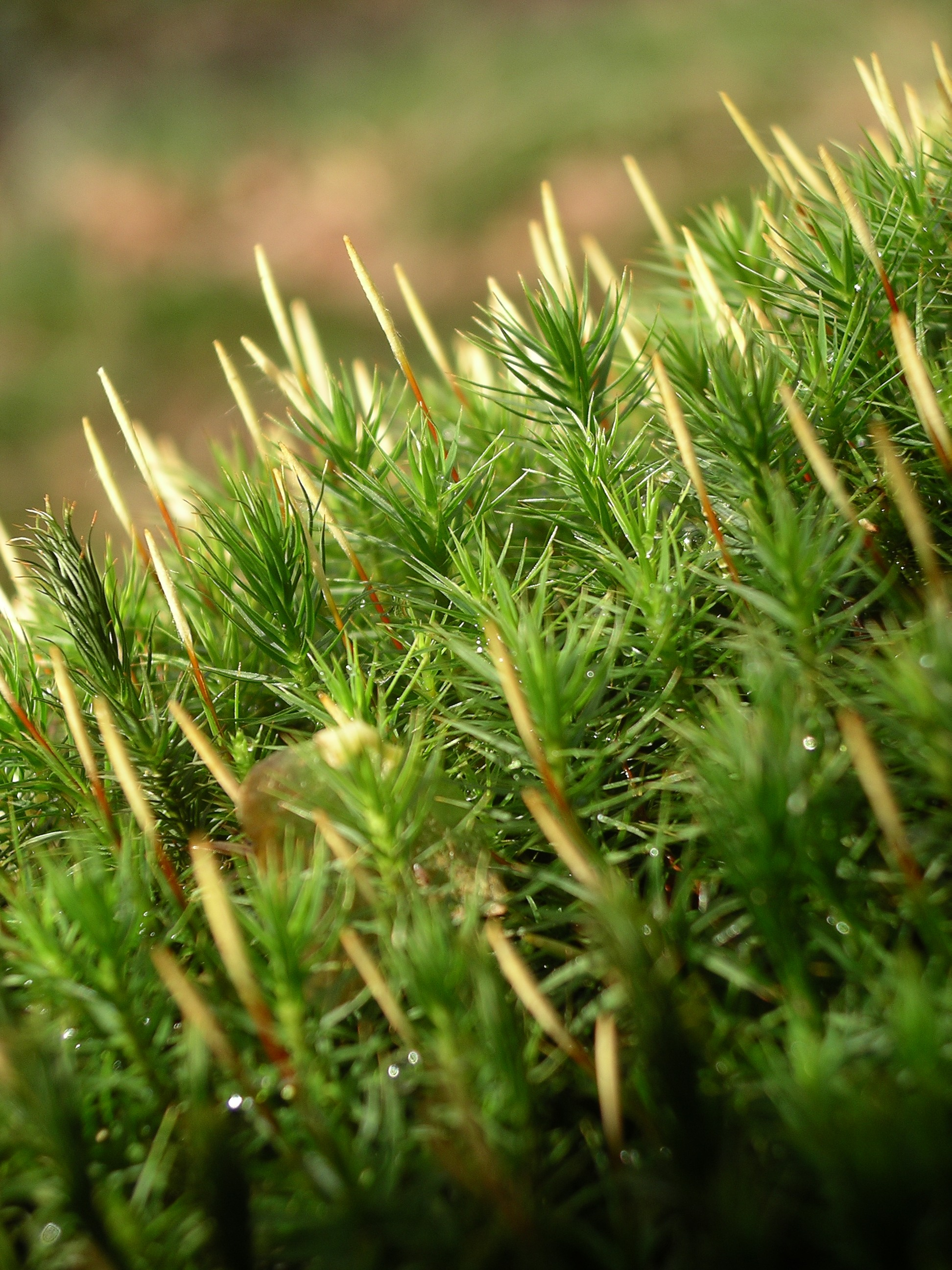
گامتوفیت‌های خزه (ماده؛ بافت فتوسنتزی سبز) و اسپوروفیت‌ها (نر؛ ساختارهای عمودی و قهوه‌ای). وجود بسیاری از اسپوروفیت‌ها، نشان می‌دهد که خزه احتمالاً یا یکپارچه و خود بارور یا دووئیک با نرها و ماده‌های بارور است. این می‌تواند نادر باشد زیرا ماده‌ها اغلب در خزه‌ها از نرها پیشی می‌گیرند.

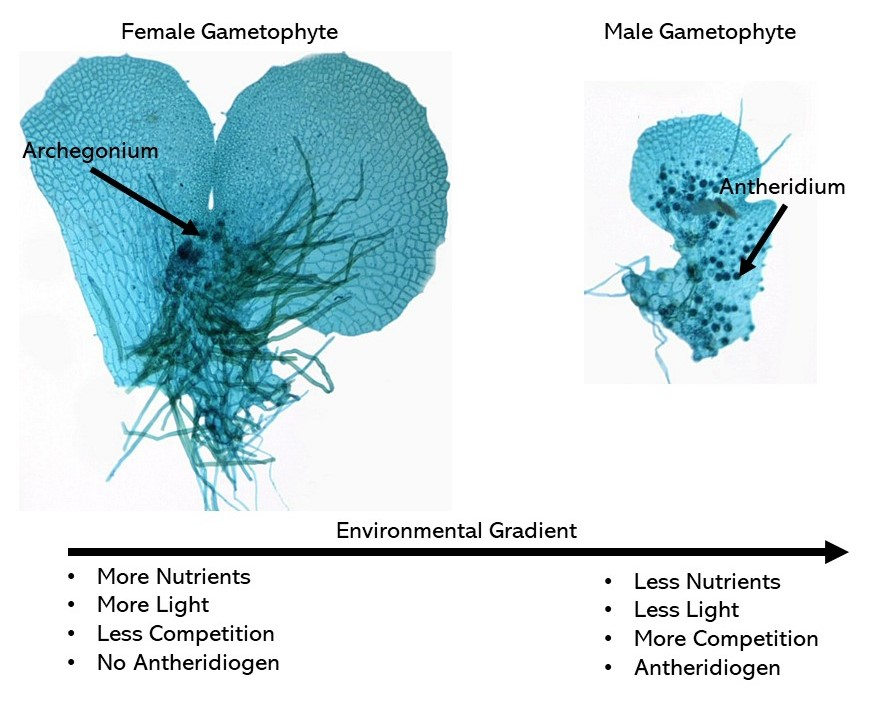
تعیین جنسیت محیطی در سرخس بر اساس در دسترس بودن مواد مغذی، نور، رقابت و فرمون آنتریدیوژن.